# 藤木悠
藤木 悠（、1931年3月2日 - 2005年12月19日）は、日本の俳優。東京府荏原郡荏原町出身の大阪府大阪市西成区育ち。身長180センチメートル。血液型A型。趣味・特技はフェンシング。本名は鈴木 悠蔵。

## 来歴・人物
大阪府立鳳高等学校、同志社大学文学部卒業。大学在学中の1951年、全日本フェンシング選手権大会男子エペ個人優勝。後に映画『リオの若大将』では出演すると共にフェンシングシーンの監修もおこなった。
1953年、東宝ニューフェイス第6期に合格。同期に岡田眞澄・宝田明・佐原健二・河内桃子らがいた。翌年の映画『魔子恐るべし』でデビュー。二枚目半の役柄を得意とした。『イカサマ紳士録』（1956年）の競馬予想屋役で注目され、「サラリーマンシリーズ」（1961年）で人気となり、共演した高島忠夫とは親友だった。ほかには『隠し砦の三悪人』（1958年）、『小早川家の秋』（1961年）や『キングコング対ゴジラ』（1962年）、テレビドラマ『青春とはなんだ』に出演し、1974年にフリー。以後はテレビドラマを中心に活躍。東宝作品では、冒頭の東宝マークの直後に藤木が登場することが多かったことから、藤木自身が東宝マークのようだと言われていたという。
1972年に日本テレビと東宝が制作する『太陽にほえろ!』へ「長さん」の役でレギュラー出演を打診されたが、後述する東映ドラマとの出演契約を交わしており、石原裕次郎との共演機会を逸し生涯に渡って後悔したとTBSテレビ『テレビ探偵団』にて吐露した。藤木の発言に際し太陽にほえろ!のプロデューサーであった岡田晋吉は「 (長さんを演じた) 下川辰平さんの名前は初期の段階から出ており、藤木さんの勘違いではないか」と答えている。
TBSドラマ『アイフル大作戦』では主人公役の小川真由美に振り回される刑事をコミカルに、『バーディー大作戦』と『Gメン'75』では叩き上げのベテラン刑事を演じた。千葉真一主演の時代劇『柳生あばれ旅』（1980年）では相棒役の桜木健一と毎話絶妙な掛け合いを演じ、1980年代にフジテレビの『火曜ワイドスペシャル』で放送された『タケちゃんの思わず笑ってしまいました』では、刑事ドラマをパロディにした「太陽に叫べ!」でニンニク刑事役を演じた。
『Gメン'75』に出演していた頃「少し風邪を引いただけで弱気になってしまい、死ぬ・死ぬと連呼する」と雑誌にエピソードを紹介されるほどだった一方で、仕事が好調だったこともあって毎日暴飲暴食と痛飲を繰り返し「オレは不死身悠だ!」などと自分の名を洒落て豪語していた。しかしのちに糖尿病を発症。末梢神経障害で足の指先を少しではあるが切除することとなった。以後は妻の協力もあって健康に気を付けるようになり、自らの体験談から糖尿病に対する警告を促していた。
2005年12月19日午後7時55分、肺血栓塞栓症による多臓器不全により、74歳で死去。この年公開された映画『北の零年』が遺作となった。
俳優の細川俊夫は義兄に当たる。

## 出演

### 映画
- ゴジラシリーズ（東宝）
  - ゴジラ（1954年） - 栄光丸通信員[出典 4][注釈 2]
  - キングコング対ゴジラ（1962年） - 古江金三郎[1][5]
  - モスラ対ゴジラ（1964年） - 中村二郎[7][5]
- 魔子恐るべし（1954年、東宝）
- 土曜日の天使（1954年、東宝）
- 幽霊男（1954年、東宝）
- 男性No.1（1955年、東宝）
- 泉へのみち（1955年、東宝）
- 男ありて（1955年、東宝）[2]
- 続宮本武蔵 一乗寺の決闘（1955年、東宝）
- 初恋三人息子（1955年、東宝）
- 愛の歴史（1955年、東宝）
- イカサマ紳士録（1956年、東宝）
  - 続 イカサマ紳士録 おとぼけ放射能（1956年、東宝）
- 蜘蛛巣城（1957年、東宝）
- この二人に幸あれ（1957年、東宝）
- サザエさんシリーズ（東宝） - ノリオ（ノリスケの弟）
  - 続・サザエさん（1957年）
  - サザエさんの青春（1957年）
  - サザエさんの婚約旅行（1958年）
  - サザエさんの結婚（1959年）
- サラリーマン出世太閤記（東宝）
  - サラリーマン出世太閤記（1957年）
  - サラリーマン出世太閤記 課長一番槍（1959年）
- どん底（1957年、東宝）
- 裸の大将（1958年、東宝）
- 隠し砦の三悪人（1958年、東宝）
- 私は貝になりたい（1959年、東宝） - 酒田正士
- サラリーマン十戒（1959年、東宝）
- 日本誕生（1959年、東宝） - 小鹿火[7][2]
- 貸間あり（1959年、東宝）
- 女が階段を上る時（1960年、東宝）
- サラリーマン御意見帖 出世無用（1960年、東宝）
- 社長シリーズ（東宝）
  - サラリーマン忠臣蔵（1960年）
  - 続サラリーマン忠臣蔵（1961年）
  - サラリーマン清水港（1962年）
  - 続サラリーマン清水港（1962年）
- 大坂城物語（1961年、東宝） - 塙団右衛門
- サラリーマン 弥次喜多道中（1961年、東宝）
  - 続 サラリーマン 弥次喜多道中（1961年、東宝）
- 小早川家の秋（1961年、東宝）
- 乾杯! サラリーマン諸君（1962年、東宝）
- サラリーマン 権三と助十（1962年、東宝）
- 若大将シリーズ（東宝）
  - 日本一の若大将（1962年）
  - ハワイの若大将（1963年）
  - フレッシュマン若大将（1969年）
  - 俺の空だぜ!若大将（1970年）
  - がんばれ!若大将（1975年）
  - 激突!若大将（1976年）
  - 帰ってきた若大将（1981年）
- 忠臣蔵 花の巻・雪の巻（1962年、東宝） - 武林唯七
- 箱根山 (1962年)
- 海底軍艦（1963年、東宝） - 西部善人[7]
- のら犬作戦（1963年、東宝）
- 乱れる（1964年、東宝） - 清水屋店員
- クレージー映画（時代劇）（東宝）
  - ホラ吹き太閤記（1964年、東宝） - 前田犬千代
  - 花のお江戸の無責任（1964年、東宝） - 加賀爪四郎
  - クレージーの無責任清水港（1966年、東宝） - 大河原玄蕃
- 狸シリーズ（東宝）
  - 狸の大将（1965年）
  - 狸の王様（1966年）
  - 狸の休日（1966年）
- クレージー作戦シリーズ（東宝）
  - クレージーだよ奇想天外（1966年） - 竹林
  - クレージーだよ天下無敵（1967年） - 服部調査課長
  - クレージー黄金作戦（1967年） - 王仁口院長
- てなもんや東海道（1966年、東宝） - 大政
- これが青春だ!（1966年、宝塚映画 / 東宝）
- 東宝8.15シリーズ（東宝） 
  - 日本のいちばん長い日（1967年、東宝）
  - 連合艦隊司令長官 山本五十六（1968年、東宝） - 藤井政務参謀[7][2]
- 沈丁花（1966年)
- てなもんや幽霊道中（1967年、東宝） - 黒岩兵部
- 乱れ雲（1967年、東宝）
- 燃えろ!青春（1968年、東宝）
- 日本一の断絶男（1969年、東宝） - 代貸・岸井
- バツグン女子高生（東宝）
  - バツグン女子高生 16才は感じちゃう（1970年）
  - バツグン女子高生 そっとしといて16才（1970年）
- ゲゾラ・ガニメ・カメーバ 決戦!南海の大怪獣（1970年、東宝） - アジア開拓宣伝部長[7]
- 夕日くん（東宝）
  - 夕日くん サラリーマン脱出作戦（1971年）
  - 夕日くん サラリーマン仁義（1973年）
- 急げ! 若者 TOMORROW NEVER WAITS（1974年、東宝）
- ホワイト・ラブ（1979年、東宝）
- 冒険者カミカゼ -ADVENTURER KAMIKAZE- （1981年、東映） - 現金輸送車の運転手
- 近頃なぜかチャールストン（1981年、ATG）
- 駅 STATION（1981年、東宝）
- すっかり…その気で! （1981年、東宝）
- 時代屋の女房（1983年、松竹）
- チーちゃんごめんね（1984年、東宝）
- F2グランプリ（1984年、東宝）
- 植村直己物語（1986年、東宝）
- 大誘拐 RAINBOW KIDS（1991年、東宝）
- DANGER POINT 地獄への道（1991年、東映ビデオ）
- ハイスクール仁義2　たいへんよくできました。（1992年、大映）
- どチンピラ7（1994年、セイヨー）
- Zの回路 復讐の裏ゴト師（1996年、パル企画）
- ブラック・ジャック2　ピノコ愛してる（1996年、バンダイビジュアル）
- サトラレ TRIBUTE to a SAD GENIUS（2001年、東宝）
- ナイン・ソウルズ （2003年、東北新社）
- 北の零年（2005年、東映）

### テレビドラマ
- 夫婦百景シリーズ（1959年 - 1967年、NTV）
- 南の島に雪が降る（1964年、フジテレビ）
- 青春の言葉（1964年、NTV）
- 青春とはなんだ（1965年、NTV） - 中川先生
- 日産スター劇場 / おせっかいさんの婿選び（1965年、NTV）
- これが青春だ（1966年、NTV） - 左教頭
- 太陽野郎（1967年 - 1968年、NTV） - 三木等
- マイティジャック 第8話「戦慄のオーロラ」（1968年、CX / 円谷プロ） - 井上和男
- 東京バイパス指令（1968年、NTV） - トップ屋・中屋
- 大河ドラマ（NHK総合） 
  - 天と地と（1969年） - 柿崎弥二郎
  - 峠の群像（1982年） - 藤井又左衛門
  - 武田信玄（1988年） - 千野南明庵
  - 太平記（1991年） - 上杉憲房
  - 花の乱（1994年） - 二条持通
- 鬼平犯科帳（1969年、NET / 東宝）第25話「男の毒」（1970年）- 宗七・弥市
- 笑わぬ男（1970年、NHK総合銀河ドラマ）
- 産科・歯科（1971年 - 1972年、NET）
- 荒野の素浪人 第2話「奪回 佐渡無宿人」（1972年、NET）
- レモンの天使 第21話「恋はレモンのように」（1972年、フジテレビ/東宝） -入院患者の易者
- 飛び出せ!青春（1972年、NTV） - 県立東高校サッカー部顧問・木下勇吉
- 泣くな青春（1972年、CX / 東宝）
- 赤ひげ 第30話「人情裏長屋」（1972年、NHK総合） - 浪人・沖石
- レインボーマン 第7話「キャッツアイ作戦上陸す」（1972年、NET） - 仁侠一家組長
- 1・2・3と4・5・ロク （1972年、TBS）
- おもちゃ屋ケンちゃん （1973年、TBS） - 順平
- 水戸黄門（TBS / C.A.L）
  - 第4部 第35話「旅こそ人生 -水戸-」（1973年） - 笠井次郎左衛門
  - 第10部 第5話「鬼庄屋は黄門様に瓜二つ -沼津-」（1979年） - 吾作
- 銀座わが町（1973年 - 1974年、NHK総合）
- アイフル大作戦（1973年、TBS / 東映） - 追出大五郎刑事（ドデカ）
- バーディー大作戦（1974年、TBS / 東映） - 追出大五郎刑事（ドデカ）
- ウルトラマンレオ（1974年、TBS / 円谷プロ） - 大村正司
- 日本沈没 第18話「危機せまる小河内ダム」（1975年、TBS） - 安五郎
- Gメン'75　第1話「エアポート捜査線」−第204話「ミスター・ブー殺人事件」(1975年5月24日 - 1979年4月28日、TBS / 東映)−山田刑事[注釈 3]
- 銀河テレビ小説 / 中年ちゃらんぽらん（1978年、NHK総合）
- 明日の刑事 第77話「ウルトラ怪獣殺人事件」（1978年、TBS / 大映テレビ）
- 日曜恐怖シリーズ（2） 第7話「危険な誘拐」（1979年、KTV）
- 探偵物語 第3話「危険を買う男」（1979年、NTV） - 小平建材社長・石塚紳一郎
- 高木彬光シリーズ / 白昼の死角（1979年、MBS） - 関東油屋一家・矢沢
- 花王名人劇場（KTV）
  - コメディ 結婚! 結婚! また結婚! （1979年）
  - 裸の大将放浪記
    - 第1話「爆笑メルヘン・裸の大将放浪記」（1980年）
    - 第43話「清がサーカスにやってきた」（1990年） - 長谷部
- 柳生あばれ旅（1980年、ANB / 東映） - 花形六左衛門
- 騎馬奉行 第26話「新しき旅立ち」（1980年、KTV）
- 関ヶ原 第3話「男たちの祭り」（1981年、TBS） - 村越茂助
- 12時間超ワイドドラマ / 竜馬がゆく（1982年、TX） - 寝待ちの藤兵衛
- 鬼平犯科帳 (萬屋錦之介) ※萬屋錦之介版
  - 第2シリーズ 第13話「助太刀」（1981年、テレビ朝日 / 東宝） - 横川甚助
  - 第3シリーズ 第25話「本門寺暮色」（1982年、ANB / 東宝） - 井関録之助
- 火曜サスペンス劇場 (NTV)
  - 校内暴力殺人事件－狙われた女教師（1982年） - 校長
  - 朝まで待てない（1983年） - 病院にいた患者役
  - 息子よ! 女囚逃亡の果て（1987年、東宝） - 刑事
  - 雨月荘殺人事件（1988年10月、東映） - 辻野警部
  - 女医の殺人（1991年4月30日、総合プロデュース）
  - 女の中の迷路（1993年）
- 銭形平次 第825話「精いっぱいの嘘」（1982年、CX / 東映） - 勘次 ※大川橋蔵版
- 暴れん坊将軍II 第15話「盗っ人新さん御金蔵破り!」（1983年、ANB / 東映） - 天竺呂九平
- 土曜ドラマ（NHK総合）
  - 欲望（1983年）
  - 大地の子（1995年）
- 時代劇スペシャル / 松本清張の西海道談綺（1983年、TNC / CX / 国際放映） - 行商人
- 土曜グランド劇場 / 事件記者チャボ! （1983年、NTV）
- 土曜ワイド劇場（ANB）
  - 幽霊シリーズ（8）「幽霊半島 古代鏡に映る妖しい女の影!?」（1984年、大映映像）
  - 白銀のみちのく幽霊殺人（1986年、C.A.L） - 川鍋捜査課長
  - 花嫁殺し 沖縄新婚旅行連続殺人!（1987年）
  - 能登半島婚約旅行殺人事件（1988年、C.A.L） - 村長
  - 旅行けば連続殺人（1988年）
  - 豪華ヨット初恋ツアー殺人事件（1990年、にっかつ撮影所） - 戸田刑事
  - 大東京四谷怪談（1997年）
  - 朝比奈周平ミステリー（4）「木曽路殺人事件」（1992年、近代映画協会）
  - 牟田刑事官事件ファイル（28）「横浜－南紀勝浦連続殺人!」（2000年）
- 木曜ゴールデンドラマ / 非行母娘の対決!! 母さん、私の幸福を奪らないで!（1984年、YTV）
- 月曜ドラマランド（CX）
  - 心はロンリー気持ちは「…」（1984年）
  - チェッカーズ・イン・涙のリクエスト（1986年）
  - 有閑倶楽部（1986年）
- ザ・ハングマン4 第1話「船上トバクでまる裸にされる!」（1984年、ABC） - 水木義男
- 私鉄沿線97分署 第2話「レオタードに泣け!」（1984年、ANB / 国際放映） - 田口草介
- 特捜最前線（ANB / 東映）
  - 第392話「幼児誘拐・5年目の再会!」（1984年11月） - 野崎建三
  - 第453話「不倫!? 紅林刑事が愛した女!」（1986年2月） - 須藤義高
- 必殺仕事人V 第11話「主水、送別会費を全額盗まれる」（1985年、ABC / 松竹） - 双つ頭の海蛇
- ただいま絶好調! 第10話「影武者」（1985年、ANB / 石原プロ）
- 忠臣蔵（1985年、NTV） - 大野九郎兵衛
- 誇りの報酬 第36話「芹沢刑事の妹が誘拐された!?」（1986年、NTV / 東宝） - 麻生雅也（元総会屋）
- 花王名人劇場 / 春山課長36才（1986年、KTV）
- 木曜ゴールデンドラマ / 離婚同棲 別れた夫婦のおかしくも哀しい愛のかたち（1986年、YTV）
- 水曜ドラマスペシャル / 夏の特選サスペンス2「おかしな探偵・京都映画村ミステリー旅行」（1986年、TBS）
- 夏樹静子サスペンス「虹への疾走」（1986年11月24日、関西テレビ） - 中山刑事
- 銭形平次 第6話「三軒長屋殺人事件」（1987年、NTV / ユニオン映画） ※風間杜夫版
- 大都会25時 第2話「独身刑事の父子ゲーム」（1987年、ANB / 東映）
- ジャングル 第32話「四時間の空白」（1987年、NTV / 東宝）
- いまどきの姑（1987年、THK）
- 三匹が斬る! 第21話（SP）「さらば三匹!満開の悪の花咲く京の都大路」（1988年、ANB / 東映） - 村上一之進
- いとしの婿どの（1989年、THK）
- 男と女のミステリー / 最悪のチャンス（1989年、CX）
- 西村京太郎サスペンス / 殺しのインターチェンジ（1990年、KTV）
- ドラマチック22 / 僕はムコ養子（1990年、TBS）
- 八百八町夢日記 第1シリーズ 第33話「次郎吉に惚れた男」（1990年、NTV / ユニオン映画） - 文蔵
- 鬼平犯科帳スペシャル / 雲竜剣（1990年、CX / 松竹） - 助次郎
- 大江戸捜査網（1990年、TX / Gカンパニー）
- 愉快なサギ師たち（1991年、CX）
- 刑事貴族2 第16話「無邪気な罪」（1991年8月30日、NTV / 東宝）
- 火曜ミステリー劇場 / カラオケ教室殺人事件（1991年、ANB）
- 素浪人無頼旅II（1992年、ANB）
- 徳川無頼帳 第12話「花魁総揚・吉原乗っ取り!」（1992年、TX）
- 愛しの刑事 第1話「名コンビ誕生! 友情の捜査」（1992年、ANB） - 川村泰吉
- 月曜女のサスペンス / 火の供養（1992年、TX）
- トラブルメーカー 奥様は女組長（1995年、NTV）
- ハートにS「ドクター」（1995年、CX）
- 花王 愛の劇場 / ひとりっ子同士（1996年、TBS）
- 月曜ドラマスペシャル / 痛快! バツイチトリオ・女だけの便利屋事件簿2（1998年、TBS）
- 千年王国III銃士ヴァニーナイツ（1999年、ANB）
- ズッコケ三人組2 第8話「ズッコケ三人組と学校の怪談」（1999年、NHK教育） - 長岡泰三
- 京都府人権特番 / 誇り高き男（2000年、KBS京都）
- 土曜特集 / ドラマ 介護ビジネス（2001年、NHK総合）
- 女と愛とミステリー / 松本清張没後10年企画 「たづたづし」（2002年、TX / BSジャパン） - 関口武
- 金曜時代劇 / 御宿かわせみ（2003年、NHK総合）

### 演劇
- 花吹雪 かしまし一座

### 吹き替え
- エル・ドラド（ロバート・ミッチャム） ※日本テレビ版

## 著書・その他
- 『ゴジラの逆襲』（ラジオドラマ、1955年） - 小林
- 『夫婦愛-糖尿病が教えてくれたこと』（藤木悠・藤木晶子著、アミューズブックス、2000年6月）　ISBN 4-9066-1355-1
- DVD『キングコング対ゴジラ』 - オーディオコメンタリー